# Parc Rockcliffe
Parc Rockcliffe ou Rockcliffe Park (« Parc Rockcliffe ») est un quartier du district Rideau-Rockcliffe, situé près du centre d’Ottawa, en Ontario (Canada). Fondé en 1864, érigé en village policier en 1908, puis en village indépendant à partir de 1926, il est annexé à la ville d’Ottawa le 1er janvier 2001. En 2016, sa population est de 1 932 habitants. 
Le village entier de Parc Rockcliffe est désigné district de conservation du patrimoine depuis 1977. Il s'agit d'un des rares exemples intacts d'un village pittoresque nord-américain du XIXe siècle. 

## Géographie
Le territoire est situé au nord-est du centre-ville d'Ottawa, sur la rive sud de la rivière des Outaouais. Il comprend le lac McKay (un lac méromictique), le lac Sand Pits et les Rockeries, un parc formé d'un jardin rocheux et d'un terrain de jeu propriété de la Commission de la capitale nationale (CCN). 

S'étant développé à l'extérieur de la juridiction du conseil municipal d'Ottawa, le Parc Rockcliffe se distingue du reste de la ville par son paysage de parc, ses routes sinueuses et étroites sans trottoirs ni trottoirs, ses vastes terrains, jardins et ses maisons nichées dans un paysage verdoyant. Il est relativement inaccessible au trafic de transit. 

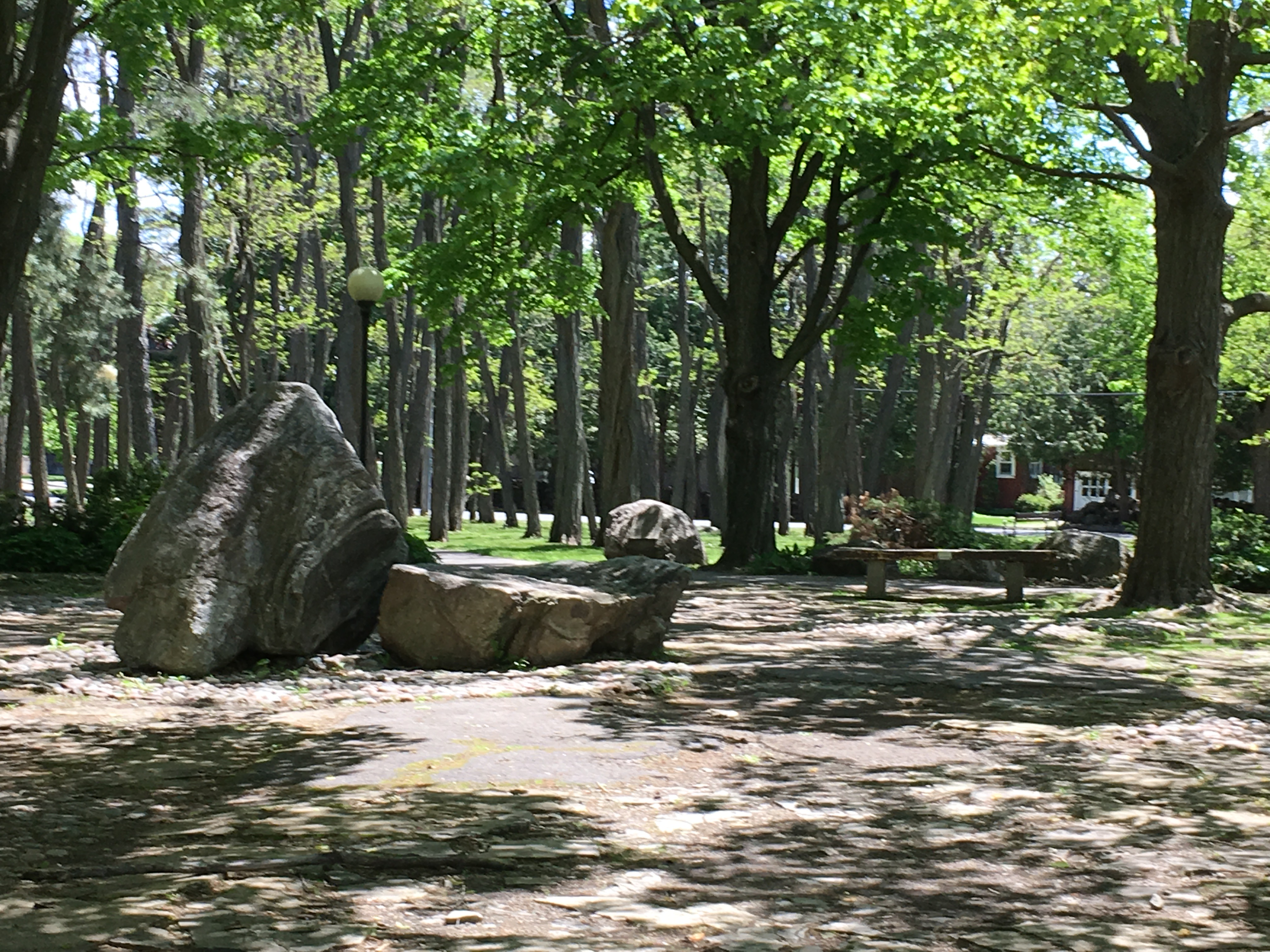
Le cercle de pierres, Rockcliffe Village Green

Au nord, le parc Rockcliffe, propriété de la CCN, est sis sur les falaises de la rivière des Outaouais. Il est traversé par un embranchement de la promenade Sir George-Étienne Cartier, dotée de plusieurs petits terrains de stationnement sur toute sa longueur qui permettent aux visiteurs de profiter des espaces verts, des zones boisées, des parcs et des belvédères. Il y a aussi un grand belvédère et des toilettes publiques. En hiver, les visiteurs peuvent faire du ski de fond et de la luge. Le quartier majoritairement francophone de Vanier se situe au sud. 

## Patrimoine
Parc Rockcliffe a été fondé par Thomas Keefer en 1864. Sa planification  est réalisé avec un objectif pittoresque : on tente de préserver le paysage naturel avec des routes sinueuses bordées d'arbres matures, des affleurements rocheux et un lac et un étang. L'aménagement paysager des propriétés individuelles participe également à la qualité pittoresque du village. La devise du village est Inter arboribus floremus (« Parmi les arbres fleurissons »). 
Le village entier est désigné district de conservation du patrimoine, un label requérant une planification détaillée de la conservation. Après des consultations publiques et un examen du sous-comité du patrimoine bâti et du comité de l'urbanisme de la Ville d'Ottawa, le plan de district de conservation du patrimoine de Parc Rockcliffe est approuvé par le conseil municipal d'Ottawa en 2016, puis par la législature ontarienne. L'objectif du plan est de préserver les qualités de parc de la région, ainsi que les bâtiments et propriétés qui contribuent à son caractère patrimonial. 
L'exigence de permis en matière de patrimoine avant toute démolition ou modification d'un immeuble a inquiété les propriétaires quant à la valeur marchande de leur propriété. Cette désignation patrimoniale est contestée.

## Services
La communauté abrite une école primaire publique, la Rockcliffe Park Public School, et deux écoles privées, Elmwood School et Ashbury College. 
À côté de l'école primaire se trouve un complexe de bibliothèque et salle communautaire. La bibliothèque a été initialement financée, construite et dotée du personnel grâce aux efforts des résidents de Parc Rockcliffe, mais est maintenant une succursale de la Bibliothèque publique d’Ottawa. La bibliothèque abrite une collection spéciale de livres sur l'art, appelée collection Margaret A. Bailey. 
Des artéfacts et une plaque commémorative des soldats ayant servi pendant la Seconde Guerre mondiale sont exposés dans la salle communautaire. 
Il n'y a pas d'activité commerciale dans le village. 

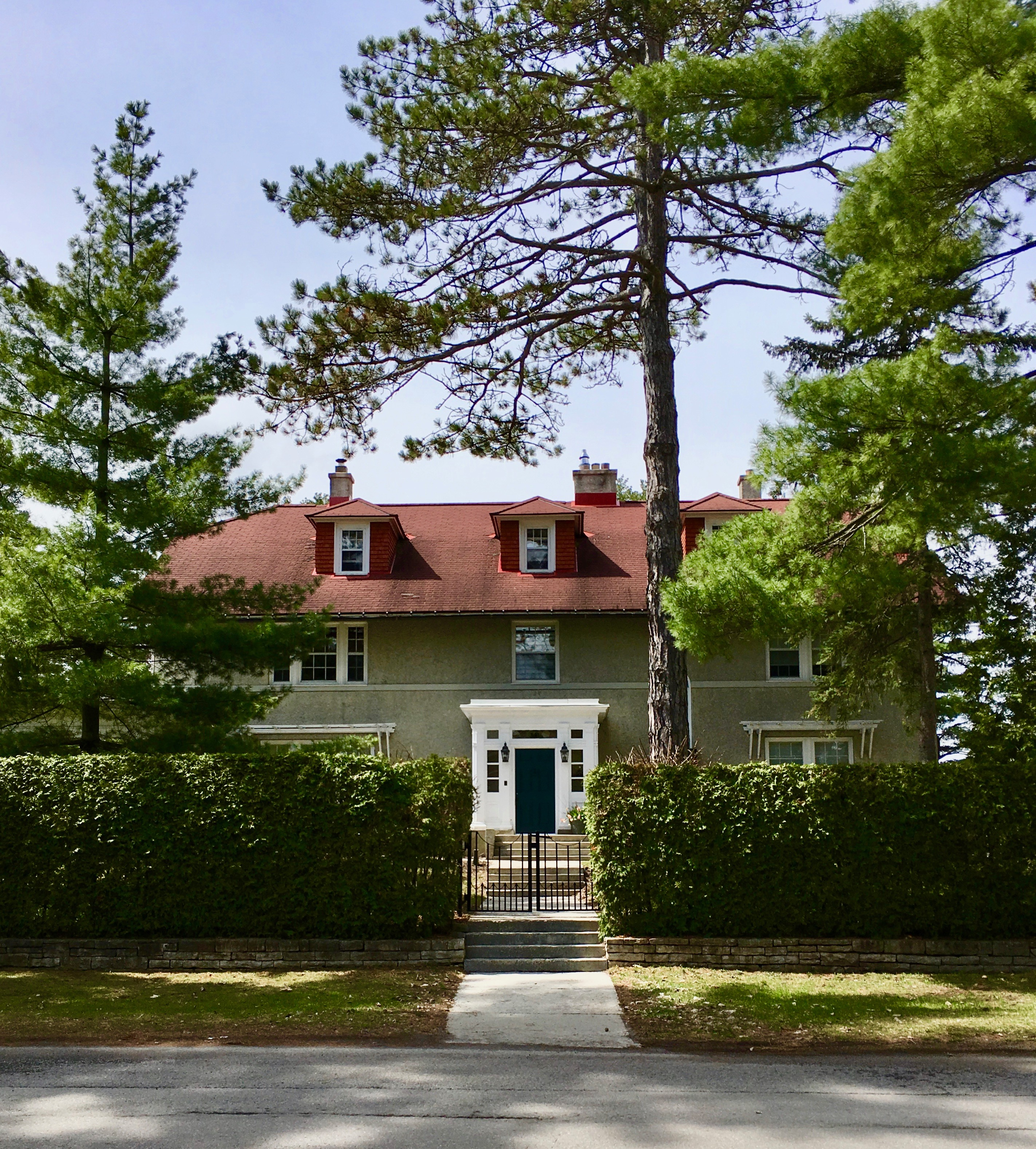
Stornoway, résidence du chef de l'opposition canadienne

Parc Rockcliffe abrite de nombreux notables au cours de son histoire, y compris d’anciens premiers ministres, de hauts fonctionnaires, des dirigeants de sociétés et de nombreux ambassadeurs auprès du Canada. La famille royale néerlandaise y a vécu pendant la Seconde Guerre mondiale. Leur ancien domicile, Stornoway, est maintenant la résidence du chef de l'opposition officielle canadienne. Le gymnase de l’école publique, fréquentée par la princesse aînée, Beatrix, a nommé son gymnase Queen Juliana Hall. 

## Démographie
En 2016, la population de Parc Rockcliffe est de 1 932 habitants, en baisse de 4,4 % par rapport à 2011. Le quartier a une densité de 1 094,7 hab./km2. Ces habitants sont répartis dans 785 logements.
En 2015, le salaire moyen y est de 119 377 $, soit plus de deux fois le salaire moyen d'Ottawa (53 250 $). 
Le prix de référence pour une maison unifamiliale est de 1 516 300 $ en août 2017, comparativement à 398 400 $ pour l'ensemble de la ville d'Ottawa. 

## Reeves(«préfets»)et maires
Le chef du conseil municipal de Parc Rockcliffe était un préfet jusque dans les années 1980, quand le nom du poste a été changé pour maire. 
| Parc Rockcliffe Préfets et maires de 1926 à 2000 |                  |         |
| Élection                                         | Maire            | Qualité |
| 1926                                             | David L. McKeand |         |
| 1928                                             | R.E. Wodehouse   |         |
| 1933                                             | C.P. Edwards     |         |
| 1938                                             | D.P. Cruikshank  |         |
| 1954                                             | James Hyndman    |         |
| 1956                                             | Denis Coolican   |         |
| 1965                                             | Alan O. Gibbons  |         |
| 1974                                             | Ronald Clark     |         |
| 1978                                             | Beryl Plumptre   |         |
| 1985                                             | Patrick Murray   |         |